# Иракское досье
«Иракское досье» (англ. Iraq War logs; Baghdad War Diary) — это общее название для 391 832 документов, опубликованных 22 октября 2010 года международной некоммерческой организацией WikiLeaks и содержащих секретные сведения о войне в Ираке и его оккупации американскими войсками с 1 января 2004 по 31 декабря 2009 (за исключением мая 2004 и марта 2009). Публикация этих документов является самой крупной утечкой засекреченных военных документов в истории. «Иракское досье» представляет собою отчёты американских военных, задействованных в войне в Ираке, и проливает свет на многие факты, которые правительство США скрывало от мировой общественности: гибель мирных жителей, издевательства над заключёнными и роль Ирана в Иракской войне.

## Содержание документов
- Преступления против гражданских лиц Британская газета The Guardian писала, что, согласно документам, более 15 000 гражданских лиц погибли в результате прежде неизвестных происшествий. Из 109 032 человек, погибших в Иракскую войну, 66 081 не являлись комбатантами. The Guardian, проанализировав выложенные WikiLeaks документы, пришла к выводу, что власти США не стали расследовать сотни сообщений о жестоком обращении, пытках, изнасилованиях и даже убийствах, совершенных иракской полицией и солдатами коалиции и носивших систематический характер.[3] Согласно выводам, сделанным американской газетой The New York Times, в докладах чётко прослеживается, что большинство гражданских лиц были убиты другими иракцами. Самыми страшными днями войны стали 31 августа 2005 года, когда 950 мирных жителей погибли в давке на мосту в Багдаде в результате вызванной прозвучавшими взрывами паники, и 14 августа 2007 года, когда заложенные в грузовиках бомбы унесли жизни более 500 человек в сельской местности вблизи границы с Сирией.[4] Также в документах фигурировала частная американская охранная фирма «Блэкуотер» (англ. Blackwater), сотрудники которой открывали огонь по мирным гражданам, но против них в итоге не были даже выдвинуты обвинения. В 2007 году сотрудники «Блэкуотер» обвинялись в убийстве 14 гражданских лиц.[2] Около 700 гражданских лиц были убиты американскими военными за то, что они слишком близко подходили к КПП, среди жертв также были беременные женщины и психически нездоровые люди.[5] Согласно анализу документов журналом Science, как минимум 150 000 человек было убито во время Иракской войны, и 80 % из них — мирное население.[6]
- Издевательства над заключенными В многочисленных сообщениях о жестоком обращении с задержанными, многие из которых сопровождались медицинскими отчётами, давались описания заключённых с завязанными глазами, подвешенными за запястья или за лодыжки, подвергавшихся избиениям кулаками и ногами, а также пыткам электрическим током. Шесть отчётов заканчиваются подтверждённой смертью заключённого.[3]
- Роль Ирана Журнал Wired Magazine написал, что WikiLeaks расставила все точки над «i» по поводу одного из самых противоречивых заявлений администрации Дж. Буша-младшего о войне в Ираке: многие из смертоносных видов оружия иракского повстанческого движения поставлял им Иран, работая рука об руку с некоторыми из самых опасных боевиков. Документы свидетельствуют о значительной роли Ирана в войне в Ираке. Иранская элитная группа «Кудс» (англ. Quds Force) обучала иракских шиитских повстанцев и импортировала оружие и боеприпасы для использования против мирного населения, боевиков-суннитов и американских войск.[7] Иракцы проходили подготовку в Хезболле, военизированной ливанской шиитской организации, чтобы совершать похищения, подделываемые под военный стиль. В отчётах также содержалась информация о том, что американские наблюдательные самолёты исчезали с радаров над иранской территорией.[8]
- Преступления против иракских партизан Согласно одному из отчётов, имел место инцидент, когда американские военные открыли огонь с вертолёта «Апачи» по пытавшимся сдаться иракским повстанцам.[9]

## Реакции
- Верховный комиссар по правам человека в ООН Наванетхем Пиллэй заявил, что «США и Ирак должны расследовать заявленные в документах, опубликованных WikiLeaks, злоупотребления». Специальный докладчик ООН по вопросу о пытках Манфред Новак призвал к «более полному расследованию, включающему предполагаемые преступления США».[10]
- Amnesty International заявила, что действия американских военных в связи с информацией о вероятных пытках заключённых могли нарушать международное право. Организация, по заявлению их представителя, «обеспокоена тем, что власти США совершили серьезное нарушение международного права, передав тысячи задержанных иракским силам безопасности, которые, как они знали, пытают задержанных и оскорбляют их достоинство в шокирующем масштабе».[11]

## Критика WikiLeaks американскими властями
Американские власти и в частности Пентагон сразу осудили публикацию документов организацией WikiLeaks как нарушение законодательства. «Всё это секретная информация, никогда не предназначавшаяся для предания огласке», — заявил пресс-секретарь Джефф Морелл. Публикацию материалов осудили госсекретарь Хиллари Клинтон и бывший посол США в Ираке Райан Крокер. Пентагон заявил по поводу содержащейся в документах информации о смертях среди гражданского населения, что «число погибших гражданских лиц в войне в Ираке так и не было названо и были проигнорированы издевательства над заключёнными со стороны иракских войск». Пресс-секретарь Пентагона полковник Дейв Лапан добавил, что «военные США никогда не утверждали, что располагают точным числом убитых мирных граждан в Ираке».

## Дело Челси Мэннинг
Челси Мэннинг (в прошлом Брэдли Мэннинг), с 2009 года служившая в Ираке в качестве аналитика разведки и имевшая доступ к секретной информации, была осуждена в июле 2013 года военным трибуналом за нарушения Закона о шпионаже и другие правонарушения после обнародования WikiLeaks секретных или несекретных, но конфиденциальных военных и дипломатических документов. Было установлено, что Мэннинг в начале 2010 года передала информацию сотруднику WikiLeaks Адриану Ламо, с которым она познакомилась через Интернет. Мэннинг была обвинена в 22 преступлениях, среди которых была помощь врагу, что наказуемо смертной казнью. В феврале 2013 она признала вину по 10 из предъявленных ей обвинений, а 30 июля она была признана виновной в 17 первоначальных обвинениях и исправленных версиях четырёх других, но была оправдана за оказание помощи врагу. Она была приговорена к 35 годам лишения свободы в дисциплинарных казармах с максимальной безопасностью в Форт-Ливенуорте. 17 января 2017 года президент США Барак Обама заменил приговор Мэннинг на семь лет лишения свободы начиная с даты ареста (20 мая 2010 года). Мэннинг вышла из тюрьмы 17 мая 2017 года. Основатель WikiLeaks Джулиан Ассанж прежде высказывал готовность к экстрадиции в США в обмен на помилование Мэннинг.